# Klosterschule vom Heiligen Grab
Die Klosterschule vom Heiligen Grab ist ein Gymnasium in Baden-Baden in kirchlicher Trägerschaft der Schulstiftung der Erzdiözese Freiburg.

## Kloster vom Heiligen Grab
Das Kloster vom Heiligen Grab wurde 1670 durch die Markgräfin Maria Franziska von Baden und den Markgrafen Leopold Wilhelm von Baden gestiftet. Der Bau wurde 1689 fertiggestellt, fiel aber im selben Jahr einer Brandstiftung der Stadt Baden durch französische Truppen zum Opfer. Die Klosterschwestern flohen nach Forbach, später nach Rottenburg am Neckar. Die Kirche überstand fast unbeschadet diesen Brand. Ab 1700 wurde der Schulbetrieb wiederaufgenommen. Bis 1740 wurde das Kloster wiederaufgebaut und 1744 ein zweiter Flügel errichtet. 1769 stiftete Markgraf August Georg Simpert von Baden den Pensionatsbau. Im Jahr 1895 erhielten das Klostergebäude und die Kirche ihr heutiges neobarockes Aussehen.
Bis Ende 2001 lebten im Kloster Sepulchrinerinnen. Das Kloster wurde aufgelassen, die Gebäude dienen seitdem ausschließlich als Schule.

## Geschichte
Vom 17. bis ins 19. Jahrhundert bestand die Schule als Pensionat. Ende des 19. Jahrhunderts wurde die Schule eine Höhere Töchterschule. Von 1926 bis 1940 nannte sich die Schule Mädchenrealschule. Nachdem 1937 Kindern von Beamten und Parteigenossen der NSDAP der Schulbesuch verboten worden war, erfolgte die Schließung der katholischen Einrichtung 1940. 1945 wurde die Schule wiedereröffnet und 1952 als Progymnasium staatlich anerkannt. Seit 1968 ist sie Vollgymnasium mit mathematisch-naturwissenschaftlicher Ausrichtung. Seit 1982 ist das Gymnasium auch für Jungen geöffnet. Das Internat wurde 1999 geschlossen.

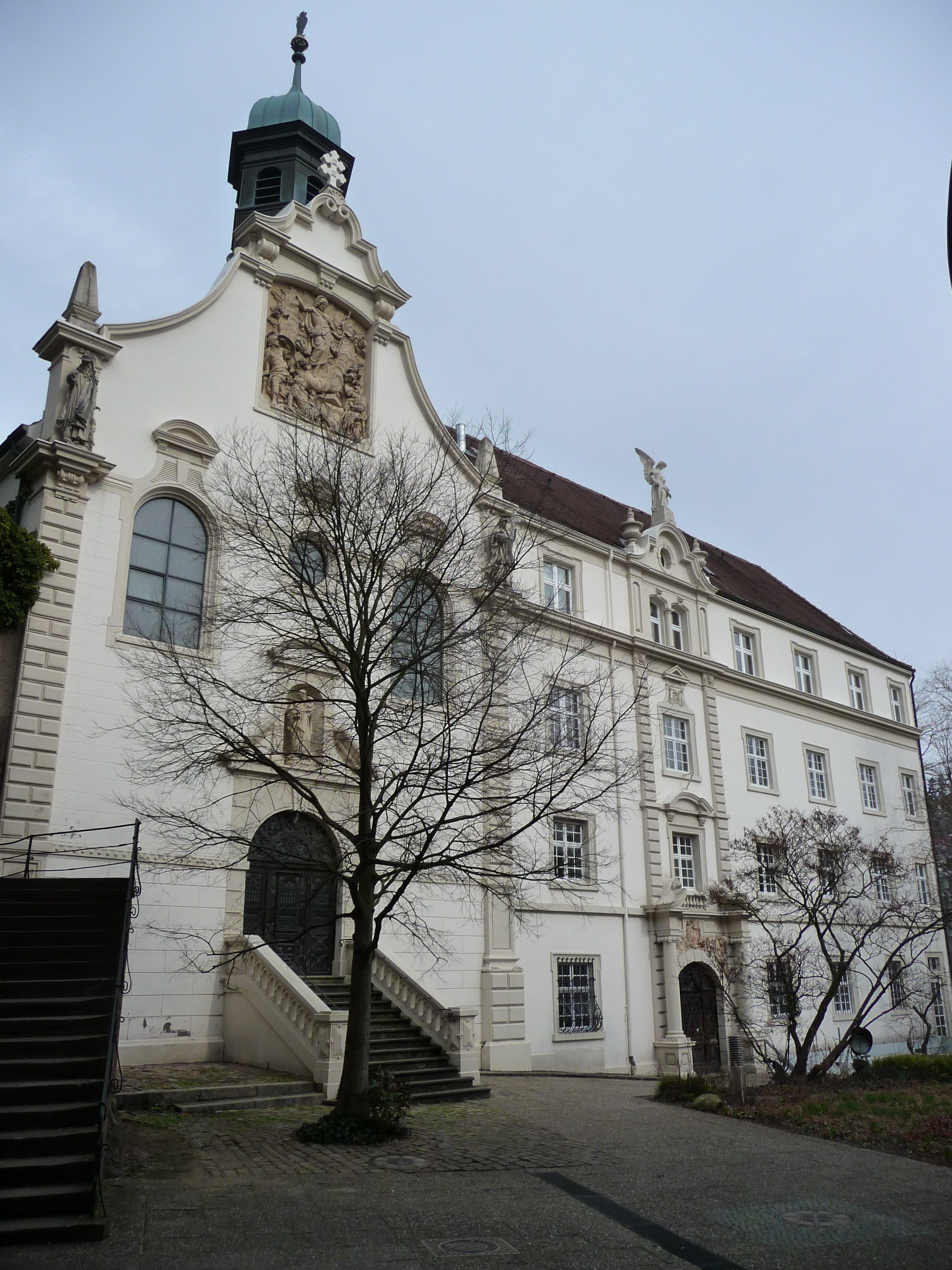
Kloster vom Heiligen Grab
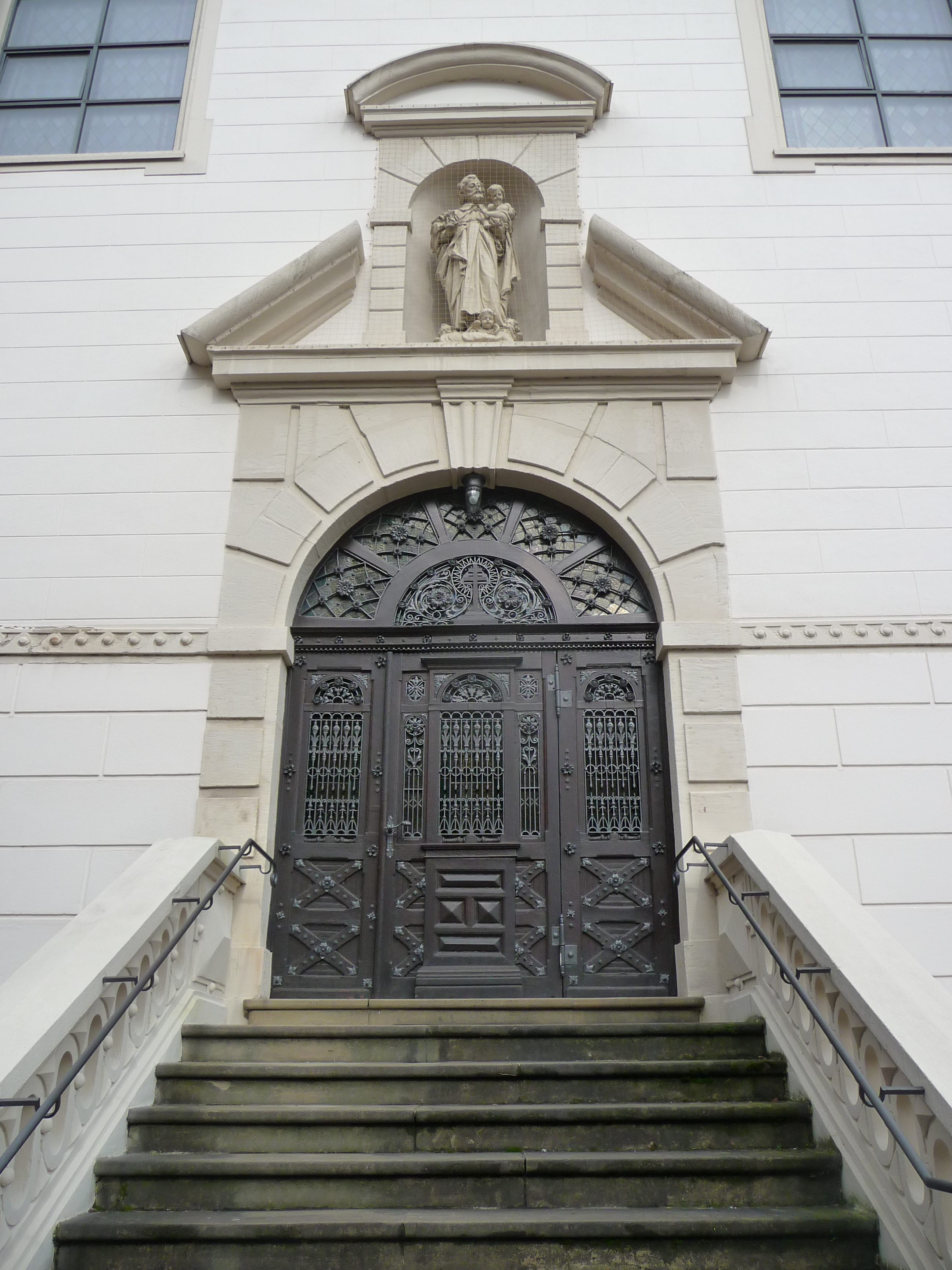
Hauptportal der Klosterkirche
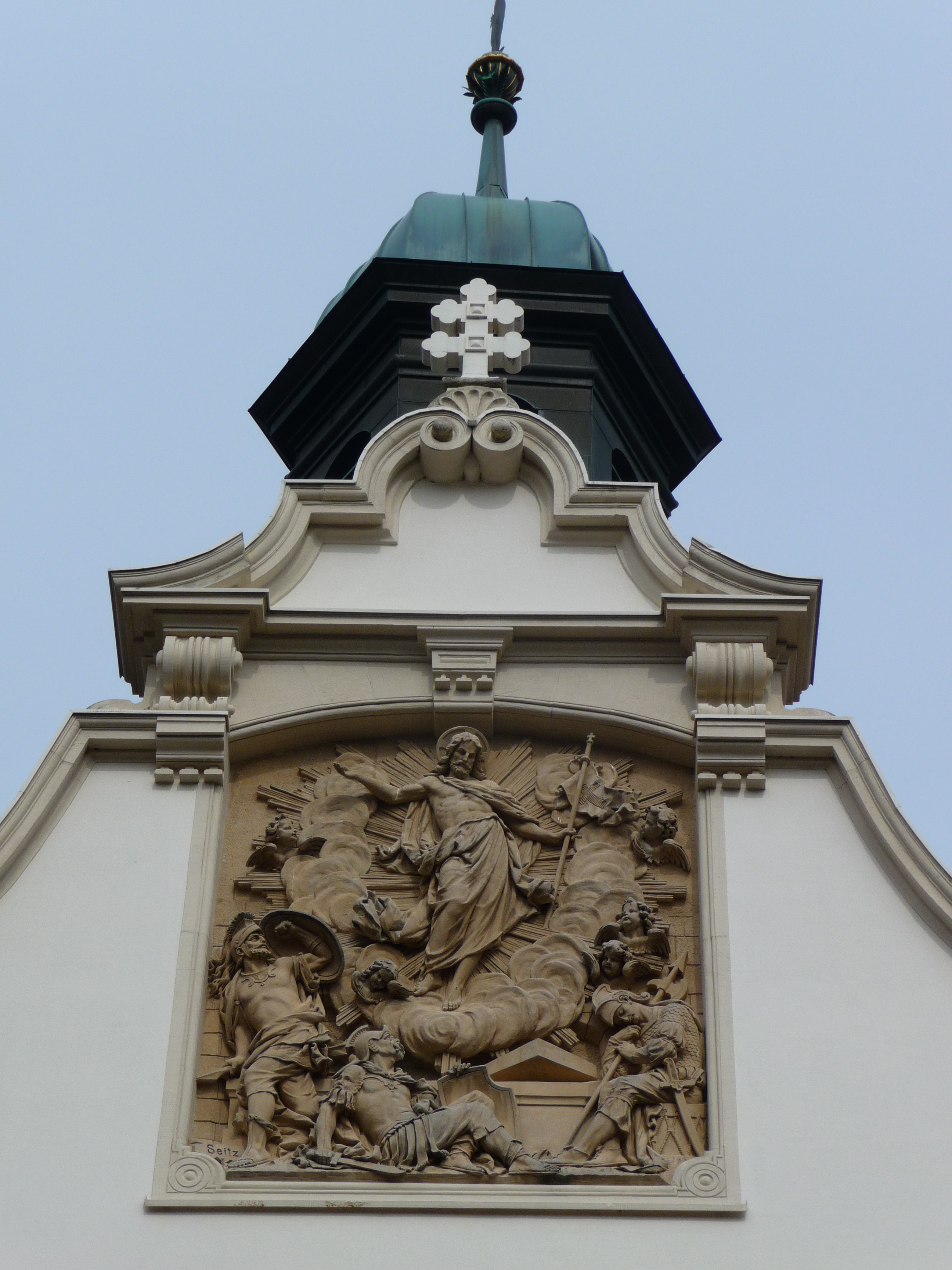
Detail des Kirchengiebels
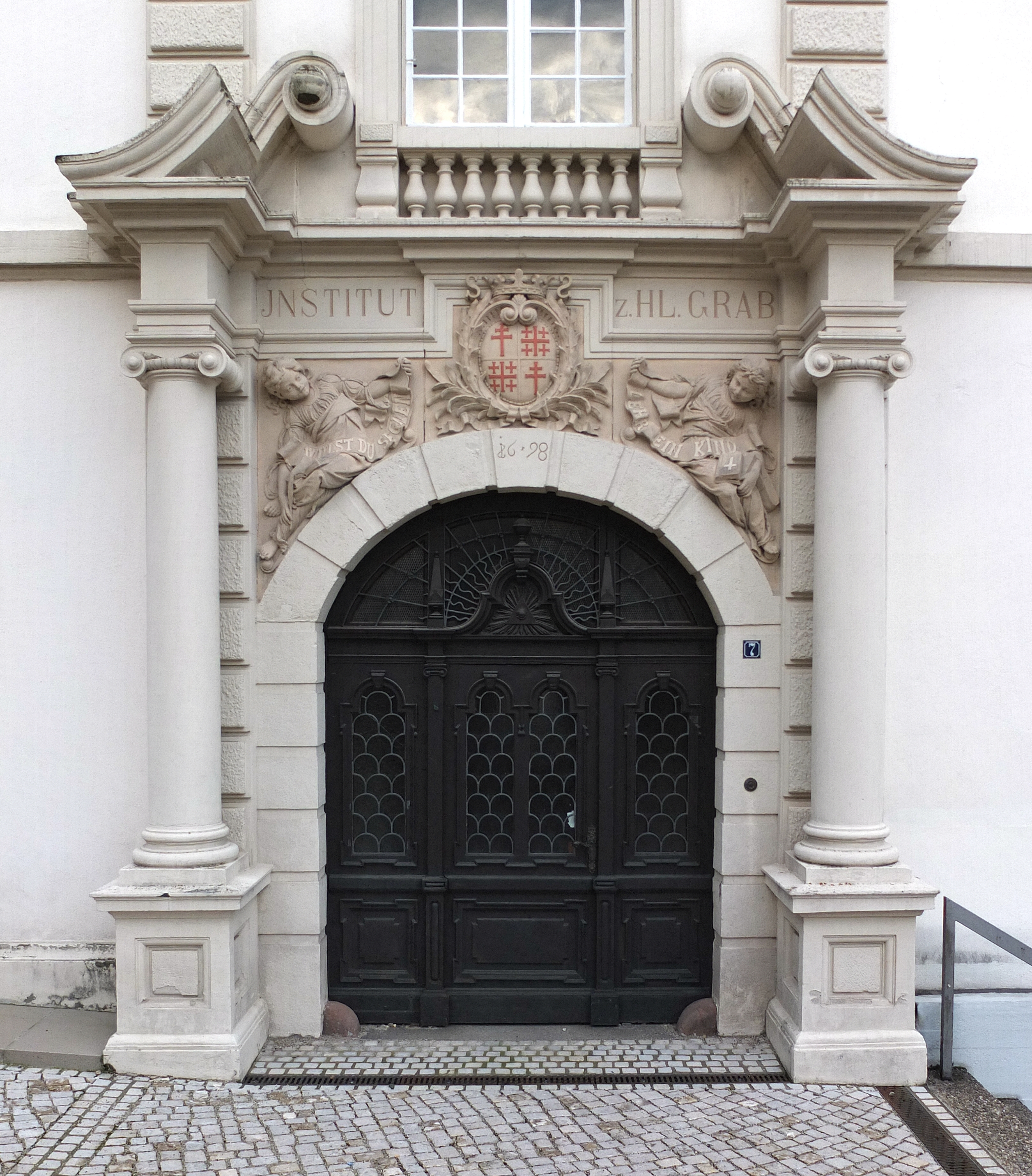
Eingangsportal zum Institut

## Prominente ehemalige Schüler
- Ralf Bauer (* 1966), Schauspieler und Fernsehmoderator
- Isabell Hertel (* 1973), Schauspielerin
- Sven Heinemann (* 1978), Politiker
- Cornelia von Loga (* 1979), Politikerin
- Stefan Detscher (* 1980), Ökonom und Hochschullehrer
- Sabrina Herr („Deena“) (* 1993), Sängerin